# Bob McIntyre
Robert MacGregor McIntyre (Glasgow, 28 novembre 1928 – Chester, 15 août 1962) est un pilote motocycliste écossais.

## Biographie
En 1957, il fut le premier pilote à réussir une moyenne de 100 mph (160 km/h) en un tour sur le circuit de Snaefell Mountain (en).
McIntyre a également remporté cinq fois le Grand Prix moto, avec trois victoires au Tourist Trophy de l'île de Man, et quatre au North West 200.
Il est mort des suites de ses blessures neuf jours après un accident survenu lors d'une course sur le circuit d'Oulton Park.